# Карбон (Француска)
Карбон (фр. Carbonne) насеље је и општина у јужној Француској у региону Миди Пирене, у департману Горња Гарона која припада префектури Мире.
По подацима из 2011. године у општини је живело 5185 становника, а густина насељености је износила 195,0 становника/km². Општина се простире на површини од 26,59 km². Налази се на средњој надморској висини од 206 метара (максималној 332 m, а минималној 183 m).

## Демографија
| 1962. | 1968. | 1975. | 1982. | 1990. | 1999. | 2011. |
| ----- | ----- | ----- | ----- | ----- | ----- | ----- |
| 2.625 | 3.222 | 3 218 | 3 596 | 3.795 | 3.692 | 5.185 |

График промене броја становника у току последњих година